# Арионештиј Ној (Прахова)
Арионештиј Ној (рум. Arioneștii Noi) насеље је у Румунији у округу Прахова у општини Урлаци. Oпштина се налази на надморској висини од 324 m.

## Становништво
Према подацима из 2002. године у насељу је живело 243 становника.

### Попис2002.
| Расподела становништва по националности 2002.‍ | Расподела становништва по националности 2002.‍ | Расподела становништва по националности 2002.‍ | Расподела становништва по националности 2002.‍ | Расподела становништва по националности 2002.‍ |
| --------------------------------------------- | --------------------------------------------- | --------------------------------------------- | --------------------------------------------- | --------------------------------------------- |
|                                               |                                               |                                               |                                               |                                               |
| Румуни                                        | Румуни                                        |                                               | 216                                           | 88,9%                                         |
| Роми                                          | Роми                                          |                                               | 27                                            | 11,1%                                         |